# Vesna Acevska
Vesna Acevska (mazedonisch Весна Ацевска; * 10. November 1952 in Skopje, SR Mazedonien, SFR Jugoslawien) ist eine mazedonische Dichterin, Autorin und Übersetzerin.
Vesna Acevska absolvierte ein Studium der Philosophie an der Universität Skopje. Danach arbeitete sie als Journalistin bei der Zeitung „Republika“ und seit 1992 beim staatlichen Institut für nationale Geschichte in Skopje. Seit 1991 ist sie Mitglied des Verbandes der mazedonischen Schriftsteller. 2000 gewann sie den Literaturpreis „Grigor Parlitschew“. Sie ist eine der bekanntesten Übersetzerinnen der Werke von Anna Achmatowa und Marina Zwetajewa ins Mazedonische.

## Bibliographie
- Подготовки за претстава (1985)
- Карпа за скок (1991)
- Лавиринт (1992)
- Рок видри (1993)
- Скалила во зеленото (1994)
- Котва за Ное (1994)
- Неред во огледалото (1996)
- Кула во зборот (2005)
- Столисник (2008)
- Мартинки (2008)